# 中華台北橄欖球代表隊
中華台北橄欖球代表隊是中華民國的國家男子橄欖球代表隊，由中華民國橄欖球協會管理。

## 世界盃紀錄
- 1987 - 沒有舉辦資格賽
- 1991 - 1995 - 沒有參賽
- 1999 - 2015 - 沒有晉級
- 2019 - 2023 - 沒有參賽

## 外部連結
- Chinese Taipei（页面存档备份，存于） on RugbyData.com
- 中華民國橄欖球協會官方網頁